# Маурісіо Сабільон
Маурісіо Сабільон (ісп. Mauricio Sabillón, нар. 11 листопада 1978, Квімістан) — гондураський футболіст, захисник клубу «Марафон».
Виступав, зокрема, за клуб «Марафон», а також національну збірну Гондурасу.

## Клубна кар'єра

### Початок кар'єри
У дорослому футболі дебютував 1997 року виступами за команду клубу «Марафон», в якій провів дванадцять сезонів і став у цьому клубі топ-гравцем своєї країни. Під час виступів у «Марафоні» технічний Сабільон виступав на позиції правого захисника. Протягом десяти років разом з командою виграв 6 національних титулів. 

### Китай
Своїми виступами в «Марафоні» привернув увагу китайського клубу «Ханчжоу Грінтаун», в якому він виступав у 2010 році. Під час цього єдиного сезону в китайському клубі зіграв 24 матчі в національному чемпіонаті, тим самим допоміг клубу посісти 4-те місце в чемпіонаті та кваліфікуватися до групового етапу Ліги чемпіонів АФК 2011 року. 

### Повернення в Гондурас
До складу клубу «Марафон» повернувся 2011 року. Відтоді встиг відіграти за клуб із Сан-Педро-Сула 150 матчів в національному чемпіонаті. 27 січня 2011 року Сабільон підтвердив, що він отримав пропозицію від клубу «Нью-Йорк Ред Буллз» з Major League Soccer, але американці мали домовитися з «Марафономом», з яким у нього залишився ще рік контракту.

## Виступи за збірну
2001 року дебютував на Кубку націй УНКАФ у складі національної збірної Гондурасу проти Панами. Представляв свою країну в 14 матчах кваліфікації Чемпіонат світу, а також виступав на Кубку націй УНКАФ 2001 та 2011 років і на Золотому кубку КОНКАКАФ 2011 року. Наразі провів у формі головної команди країни 49 матчів.
У складі збірної був учасником чемпіонату світу 2010 року у ПАР. Були побоювання, що переїзд Маурісіо до китайського «Ханчжоу Грінтаун» може йому завадити виступи на турнірі, але головний тренер збірної Гондурасу Рейнальдо Руеда включив його до списку 23-ох гравців, які поїхали на турнір. 25 червня 2010 року дебютував на Чемпіонаті світу, відігравши усі 90 хвилин в нічийному (0:0) матчі проти Швейцарії.

## Досягнення
- Чемпіонат Гондурасу
  -  Чемпіон (6): 2001/02 (Клаусура), 2002/03 (Клаусура), 2004/05 (Апертура), 2007/08 (Апертура), 2008/08 (Апертура), 2009/10 (Апертура)
  -  Срібний призер (6): 2001/02 (Апертура), 2003/04 (Клаусура), 2004/05 (Клаусура), 2005/06 (Апертура), 2006/07 (Клаусура), 2007/08 (Клаусура).
- Переможець Центральноамериканського кубка: 2011